# FC Maia
Der Futebol Clube da Maia ist ein Fußballverein aus der portugiesischen Stadt Maia im Norden des Landes.
Der Verein spielte zuletzt 2 Saisons (2004/05 und 2005/06) in der 2. portugiesischen Liga, der Liga de Honra (Ehrenliga), stieg aber 2006 als Letztplatzierter wieder ab.

## Trainer
- Carlos Secretário (2007–2008)